# Les Beaux Dimanches (émission de télévision)
Pour les articles homonymes, voir Les Beaux Dimanches.
Les Beaux Dimanches est une émission de télévision culturelle canadienne diffusée le dimanche soir à la télévision de Radio-Canada du 11 septembre 1966 au 8 août 2004, date où elle est remplacée par l'émission Tout le monde en parle,. Elle est animée par Henri Bergeron de 1966 à 1983,.